# Brian Aherne
William Brian de Lacy Aherne (ur. 2 maja 1902 w King’s Norton, zm. 10 lutego 1986 w Venice) – brytyjski aktor. Był bratem Patricka Aherne’a, także aktora.
Brian Aherne był znany jako odtwórca roli króla Artura. Wcielił się w tę postać dwukrotnie – w filmach Niezłomny Wiking oraz Lancelot and Guinevre.

## Filmografia
- The Squire of Long Hadley (1925) jako Jim Luttrell
- Safety First (1926) jako Hippocrates Rayne
- A Woman Redeemed (1927) jako Geoffrey Maynefleet
- Shooting Stars (1927) jako Julian Gordon
- Pieśń nad pieśniami (The Song of Songs, 1933) jako Richard Waldow
- The Constant Nymph (1933) jako Lewis Dodd
- The Fountain (1934) jako Lewis Allison
- What Every Woman Knows (1934) jako John Shand
- Zaczęło się od pocałunku (I Live My Life, 1935) jako Terence 'Terry' O'Neill
- Sylvia Scarlett (1935) jako Michael Fane
- Przygoda pod Paryżem (The Great Garrick, 1937) jako David „Davey” Garrick
- Merrily We Live (1938) jako Wade Rawlins
- Juarez (1939) jako Cesarz Maximilian 'Max' / 'Maxil' von Habsburg
- Vigil in the Night (1940) jako Dr Prescott
- My Son, My Son (1940) jako William Essex
- Kobieta jest zagadką (The Lady in Question, 1940) jako Andre Morestan
- Smilin' Through (1941) jako Sir John Carteret
- Skylark (1941) jako Jim Blake
- The Man Who Lost Himself (1941) jako John Evans / Malcolm Scott
- Forever and a Day (1943) jako Jim
- Pamiętna noc (A Night To Remember, 1943) jako Jeff Troy
- First Comes Courage (1943) jako Kapitan Allan Lowell
- The Locket (1946) jako Dr Harry Blair
- Angel on the Amazon (1948) jako Anthony Ridgeway
- Titanic (1953) jako Kapitan Edward John Smith
- Wyznaję (I Confess, 1953) jako Willy Robertson
- Niezłomny wiking (Prince Valiant, 1954) jako Król Artur
- Łabędź (The Swan, 1956) jako Ojciec Hiacynt
- Wszystko co najlepsze (The Best of Everything, 1959) jako Fred Shalimar
- Susan Slade (1961) jako Stanton Corbett
- Lancelot and Guinevere (1963) jako król Artur
- The Waltz King (1963) jako Johann Strauss, Sr
- Rosie! (1967) jako Oliver Stevenson

## Wyróżnienia
- 1940 – nominacja do Oscara (kategoria: Najlepszy aktor drugoplanowy)
- gwiazda na Walk of Fame przy 1750 Vine Street

## Życie osobiste
Pasją B. Aherne'a było lotnictwo. Miał licencję pilota i posiadał własny samolot.
Aktor był dwukrotnie żonaty. Pierwszą jego żoną była od 1939 roku Joan Fontaine, aktorka. Małżeństwo to trwało sześć lat. W 1946 roku Aherne ożenił się ponownie, tym razem z Eleanor de Liagre Labrot. Związek ten przerwała śmierć Aherne'a. Zmarł w 1986 roku z powodu zaburzeń pracy serca.